# Safnahúsið
Safnahúsið (Casa de la Cultura), anteriormente Þjóðmenningarhúsið, es un espacio de exposiciones en Reikiavik, Islandia. Alberga la exhibición “Points of View”, recopilada de varios museos nacionales y otras instituciones culturales. Es parte del Museo Nacional de Islandia desde 2013. El director es Markús Þór Andrésson. El edificio, Hverfisgata 15, fue construido para albergar la Biblioteca Nacional, y durante un tiempo también albergó parte de otros museos.

## Edificio
Safnahúsið fue construido entre 1906 y 1908 basado en un diseño del arquitecto danés Johannes Magdahl Nielsen, para albergar la Biblioteca Nacional (ahora combinada con la biblioteca de la Universidad de Islandia para formar la Biblioteca Nacional y Universitaria de Islandia) y los Archivos Nacionales. La fachada está decorada con blasones que llevan nombres de figuras literarias. Originalmente iba a ser construida de diabasa, como el Alþingishúsið, y con un techo de cobre, pero el presupuesto era demasiado alto y se optó por hacer la construcción con hormigón y un techo de hierro. En su momento fue uno de los edificios más grandes y finos del país.

## Usos anteriores
La Biblioteca Nacional, que había estado en el edificio del parlamento desde 1881, se trasladó al edificio en 1909 y estuvo allí hasta 1994, cuando se combinó con la biblioteca de la universidad y se trasladó a un nuevo edificio.
Los Archivos Nacionales, que había nestado en el edificio del parlamento desde 1900, se trasladaron al edificio en 1909 y estuvieron allí hasta 1987.
El Museo de Antigüedades, más tarde renombrado Museo Nacional de Islandia, se trasladó al edificio en 1908; anteriormente tuvo otras locaciones, incluyendo la Catedral de Reikiavik y el edificio del parlamento, se trasladó a su propio edificio en 1950.
El Museo de Historia Natural de Islandia también se trasladó al edificio en 1908. En 1947 la Sociedad de Historia Natural de Islandia entregó la exposición al estado, pero fue cerrada en 1960 por falta de espacio. Se reabrió en 1967 en una locación temporal.

## Usos actuales

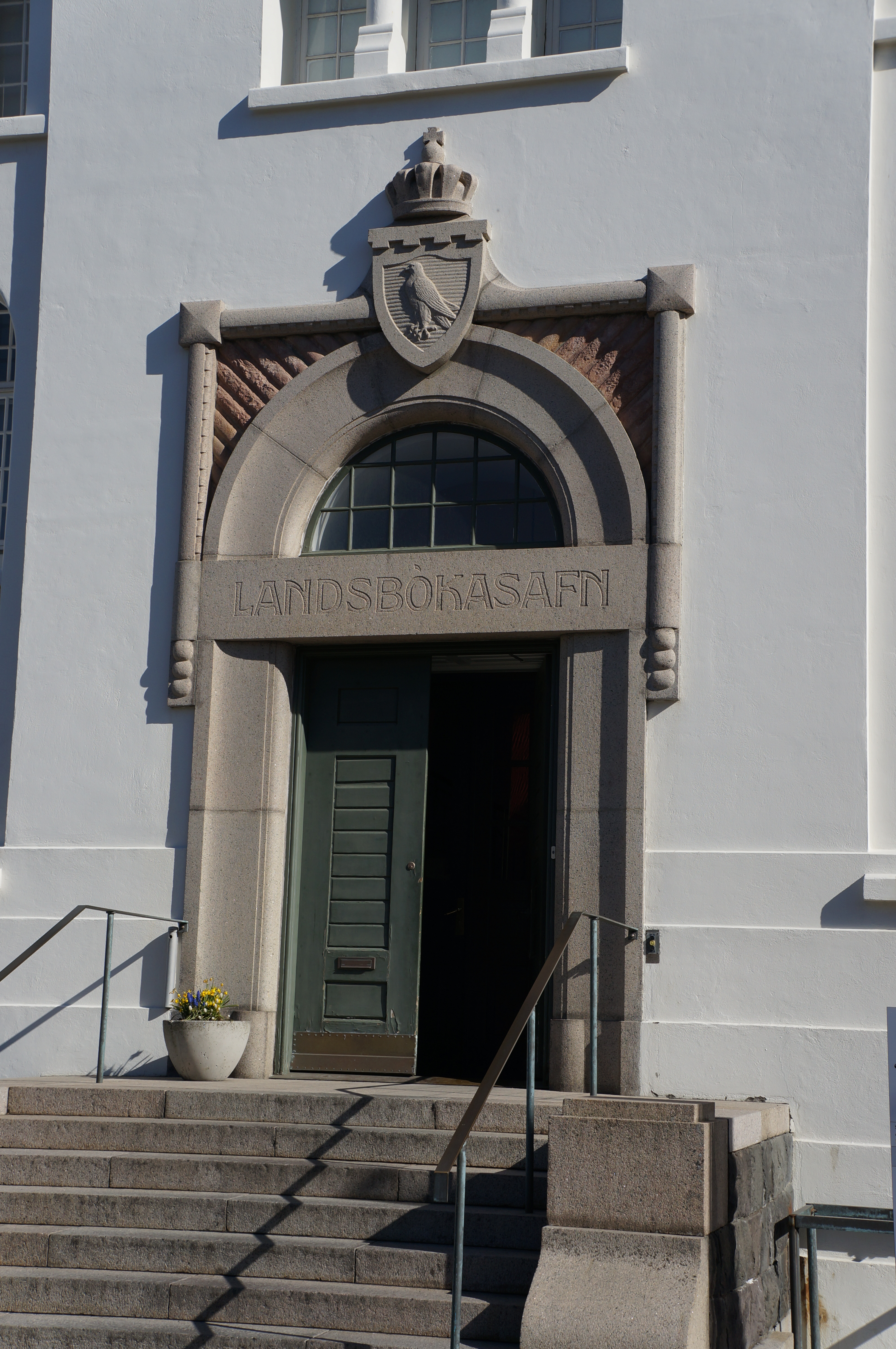
Entrada principal.

El edificio fue renombrado como la Casa de la Cultura y desde entonces ha recibido una variedad de exposiciones. Una exposición de la Biblioteca Nacional y la Universidad inaugurada en 2000, una exposición de manuscritos del Instituto Árni Magnússon inaugurada en 2002, y el Museo Nacional ha montado exhibiciones allí. En 2009 hubo una exposición temporal de fotografías del escritor Halldór Laxness, Durante el Hönnunarmars (Festival de diseño) en 2014, Sigríður Rún Kristinsdóttir dio un taller titulado "Anatomy of Letters", y en 2012, la artista francesa Anne Herzog presentó su exposición Islande-Isräel there.
En la primavera de 2012, la sala de lectura anterior sirvió como sala de corte para el juicio del ex primer ministro Geir Haarde por la Corte Nacional (Landsdómur) por cargos de mala conducta.
En la primavera de 2014, la institución retomó su antiguo nombre Safnahúsið.
En abril de 2015 se inauguró una nueva exposición permanente  sobre la historia visual de Islandia llamada Points of View, comisariada por el director Markús Þór Andrésson. Se basa principalmente en el Museo Nacional, la Galería National y el Museo de Historia Natural, junto con los Archivos Nacionales, la Biblioteca Nacional y Universitaria y el Instituto Árni Magnússon.